# ウォフラの戦い
ウォフラの戦い（Battle of Wofla）は、1542年8月28日に行われた、エチオピア・アダル戦争（Ethiopian-Adal war）、および16世紀のオスマン・ポルトガル紛争（Ottoman-Portuguese conflicts (1538–1559)、オスマン・ポルトガル戦争も参照のこと）の中の一戦である。

## 概要
この戦いは、エチオピアのティグレ州のアシェンジェ湖（en）の近くであったウォフラ（Wofla）にて、アダル・スルタン国のアフマド・イブン・イブラヒム・アル＝カージー（en）の軍隊が、ポルトガルの軍司令官クリストヴァン・ダ・ガマ（Cristóvão da Gama）の率いる軍と衝突したものである。その日のうちに銃兵の数や銃器（マスケット銃）そのものの性能で上回っていたアダル・スルタン軍が大勝しポルトガル軍は離散した。
離散するポルトガル軍の中で司令官だったクリストヴァン・ダ・ガマは14人の兵士とともに逃げる道すがらで（この時ダ・ガマは銃弾により腕を折られていたという）アフマドの味方により捕らわれ、ともがらを拷問にされた上でアフマド自身の剣により打ち首にされたという。